# Émilie de Nassau
La comtesse Émilie de Nassau (10 avril 1569 – 16 mars 1629) est la troisième et plus jeune fille de Guillaume le Taciturne et de sa seconde épouse, Anne de Saxe.

## Biographie
Émilie est née à Cologne. Elle porte le nom d'Amélie de Neuenahr, qui dirigeait la maison de sa mère au moment de sa naissance. La mère d’Émilie avait une liaison avec le père du peintre Pierre Paul Rubens. En raison de cette infidélité, Émilie et de[pas clair] ses frères et sœurs, Anne et Maurice, ont été enlevés à leur mère et sont allés vivre avec leur oncle Jean VI de Nassau-Dillenbourg à Dillenbourg. Émilie plus tard est allée vivre à Delft avec son père puis, dans la Frise, avec sa sœur, Anna.
Après la mort de son père, elle a agi en tant qu'hôtesse[Quoi ?] à la cour de son frère, Maurice. C'est à l'une de ces occasions qu'elle a rencontré Manuel de Portugal, (fils du prétendant au trône portugais, Antoine, prieur de Crato). Elle s'est secrètement mariée avec lui en 1597. Maurice était fermement opposé au mariage, parce que les Nassau étaient calvinistes et que Dom Manuel était un catholique. Maurice a mis Émilie en résidence surveillée et Manuel dû fuir à Wesel. Quand Maurice a conclu qu'il ne pouvait la convaincre de divorcer de son mari, il l'a bannie de la cour pour dix ans. Le couple est allé vivre au château de Wijchen. Mais Maurice et Émilie se sont finalement réconciliés, et le couple marié était présent à la veillée mortuaire de Maurice.
Émilie et son mari ont eu dix enfants. Les dernières années de sa vie, après qu'elle a été répudiée, ils ont vécu séparément lorsque son mari a décidé — en raison de préoccupations financières — de vivre à Bruxelles à la cour d'Isabelle d'Espagne, ennemie jurée de la maison d'Orange. Émilie est allée à Genève avec ses filles, où elle est morte trois ans plus tard, à l'âge de 59 ans.

## Descendance
- Maria Belgia de Portugal (né avant le 12 octobre 1598; décédé le 28 juillet 1647), mariée en juin 1629 au colonel Théodore Croll (mort en 1640 à Venise [assassiné]), Quartier-maître général du duc Odoardo Farnèse, Duc de Parme.
- Manuel-Antoine de Portugal (né le 24 février 1600 à Delft; décédé le 27 octobre 1666 à Schlagen).
- Émilie Louise de Portugal (né en juin 1603 à Delft; décédé le 29 octobre 1670), célibataire.
- Christophe-Guillaume-Louis de Portugal (1604-7 juillet 1660); commandant de la garde de Maurice de Nassau en 1624, marié à Anne Marie Galeota, fille du marquis de Monteleone.
- Anne-Louise de Portugal (né avant le 3 mai 1605; est décédé le 5 avril 1669), célibataire.
- Julienna Catherine de Portugal (c. 1607-22 juin 1680), célibataire.
- Mauritia Éléonore de Portugal (en) (né avant le 10 mai 1609; - 25 juin 1674), mariée au comte Georges-Frédéric de Nassau-Siegen le 4 juin 1647 à La Haye.
- Sabine Delphine de Portugal (1612-20 juillet 1670), célibataire.